# Civilization II: Conflicts in Civilization
Sid Meier’s Civilization II Scenarios: Conflicts in Civilization — однопользовательская историческая пошаговая стратегия и первое дополнение для Civilization II, разработанное и изданное компанией MicroProse 25 ноября 1996 года. Дополнение включает 20 новых сценариев, а также ряд новых юнитов, обновлённое технологическое древо и новую музыку.

## Игровой процесс
Игра является первым дополнением к Civilization II, включающим 20 новых сценариев, 12 из которых были созданы разработчиками, а 8 «лучших из сети» — фанатами серии. Пользовательские сценарии были отобраны разработчиками, в игру вошли 8 лучших по их мнению. Игра также включает ряд дополнительного контента — помимо новых карт, в игру включены новые юниты, обновлённое технологическое древо и новую музыку.
Большая часть сценариев основана на реальных исторических событиях, таких как гражданская война в США, завоевания Александра Македонского, крестовые походы и Первая мировая война, однако ряд сценариев являются фантастическими — например, противостояние вторжению пришельцев или выживание в условиях ядерного постапокалипсиса.
С игрой поставляется редактор карт, позволяющий игрокам создавать собственные сценарии.

## Разработка
Игра была разработана и выпущена компанией MicroProse
Несмотря на то, что в Civilization II было всего два созданных вручную сценария на замену процедурно сгенерированным уровням в стандартном игровом режиме, с игрой поставлялся редактор карт, и игроки могли относительно просто создавать свои сценарии самостоятельно. В то время как Сид Мейер и Брайан Рейнольдс покинули MicroProse в результате разногласий с руководством, компания выпустила сборник карт Sid Meier’s Civilization II Scenarios: Conflicts in Civilization в качестве официального дополнения. Игра была выпущена через 9 месяцев после Civilization II. Композитором и звуковым дизайнером игры выступил Марк Кромер. 5 ноября 1996 года было объявлено об отправке игры в магазины, а датой выпуска считается 6 ноября 1996 года.
Сборник миссий был включён в переиздания Civilization II Multiplayer Gold Edition и Sid Meier’s Civilization Chronicles Box Set, последнее из которых было приурочено к рождественским каникулам 2006 года. Ultimate Civ II — многопользовательская версия Civilization II — включала как вторую часть игры, так и Conflicts in Civilization. Игра была пожертвована Национальному музею игр The Strong.

## Критика
Рецензент из Game Zone был озабочен тем, что дополнение по сути совпадает с предыдущей игрой, не считая нескольких добавленных сценариев, а также ему не понравилось то, что версия для Windows была немного дороже. После выпуска переиздания Civilization II Multiplayer Gold Edition, в которое вошло и данное дополнение, рецензент из GameSpot написал: «несмотря на включение двух ранее вышедших наборов сценариев … я не могу перестать думать, что игра даёт слишком мало и слишком поздно». AllGame, напротив, писал, что включение расширений «улучшает оригинальную игру».